# Theodor Teriete
Theodor Teriete (né le 9 août 1907 à Rhede et mort le 15 février 1971 à Bocholt) est un syndicaliste et homme politique allemand (Zentrum puis CDU).

## Biographie
Après avoir étudié à l'école primaire de sa ville natale, il termine un apprentissage et travaille comme tisserand de 1922 à 1936. En 1929/30, il se forme au Centre d'éducation catholique et sociale des adultes Seehof à Kochel, en Haute-Bavière, et travaille comme contremaître d'entrepôt de 1936 à 1945. En outre, il est directeur de district des travailleurs de la jeunesse catholiques à partir de 1931 et est membre du conseil d'administration de l'association des travailleurs catholiques et de l'association des travailleurs chrétiens du textile.
Il travaille depuis 1945 en tant qu'employé d'une autorité publique. Il continue à représenter les intérêts syndicaux, est actif en tant que secrétaire syndical en 1948 et est président du comité de district du DGB à Bocholt-Borken de 1948 à 1958. À partir de 1958, il est le premier président de l'Association chrétienne des travailleurs du textile, de l'habillement et du cuir d'Allemagne (CTBLV). En 1959, il devient directeur général de l'Association générale de l'Union chrétienne d'Allemagne (CGD) et en est le président depuis 1962. En outre, il est membre du conseil d'administration de la Confédération chrétienne des syndicats d'Allemagne (CGB) depuis 1959. Theodor Teriete est marié et a dix enfants.

## Politique
Teriete rejoint le Zentrum en 1932 et est membre du bureau de Rhede en 1933 et membre du conseil de l'arrondissement de Borken.
Après la Seconde Guerre mondiale, Teriete participe à la création de l'Union chrétienne-démocrate (CDU) à Rhede. De 1948 à 1951, il est président de l'association de district CDU Borken. Depuis 1948, il est de nouveau membre du bureau de Rhede et est de nouveau membre du conseil de l'arrondissement de Borken de 1948 à 1960, en tant que président du groupe parlementaire CDU. Aux élections fédérales de 1953, il est élu au Bundestag, dont il est député jusqu'en 1969. Il est toujours élu au Bundestag via la liste des États de Rhénanie du Nord-Westphalie. Teriete est membre de la commission de l'alimentation, de l'agriculture et des forêts pendant la deuxième législature et de la commission des pétitions pendant la deuxième et la troisième. De la troisième à la cinquième législature, il est membre du Comité social.